# Fotios av Alexandria

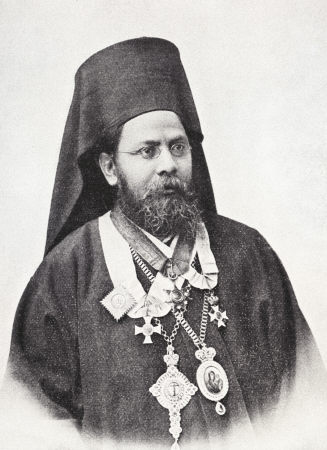
Fotios av Alexandria

Fotios av Alexandria, född 1853, död 1925, var en grekisk-ortodox patriark.
Efter att tidigare ha varit patriark i Jerusalem men förvisats därifrån till Sinaiklostret, blev Fotios 1899 patriark i Alexandria. Livligt intresserad för den kristna enhetstankens praktiska förverkligande, besökte Fotios 1925 Storbritannien och deltog samma år i ekumeniska mötet i Stockholm. Som den ortodoxa kyrkans främste närvarande representant intog han vid mötet en framskjuten ställning. På hemresan avled Fotios i Zürich.